# Швеція на пісенному конкурсі Євробачення
Швеція бере участь у пісенному конкурсі «Євробачення» починаючи з 1958 року, пропустивши конкурс 1964, 1970 та 1976 років. З 1959 року країна обирає свого представника завдяки конкурсу «Melodifestivalen». Швеція була країною-господаркою Євробачення сім разів: тричі у Стокгольмі (1975, 2000, 2016), тричі в Мальме (1992, 2013, 2024) та один раз у Гетеборзі (1985).

## Історія участі
Швеція вважається однією з найуспішніших країн на пісенному конкурсі «Євробачення». Усього шведські артисти перемагали 7 разів. Першу перемогу країні приніс гурт ABBA з піснею «Waterloo» у 1974 році. Через десять років, у 1984 перемогла пісня «Diggi-loo diggi-ley» у виконанні гурту «Herreys». У 1991 році перемогла Карола з піснею «Fångad av en stormvind», а в 1999 перемогла Шарлотта Переллі з піснею «Take me to your heaven». Починаючи з 1999 року шведські артисти щорічно відмовляються від рідної мови на конкурсі, віддаючи перевагу англійській. У 2012 році перемогу виборола співачка Лорін Тальяуї з піснею «Euphoria», а через три роки у 2015 перемогу здобув Монс Сельмерлев з піснею «Heroes». У 2023 році знову перемогла Лорін з піснею «Tattoo».

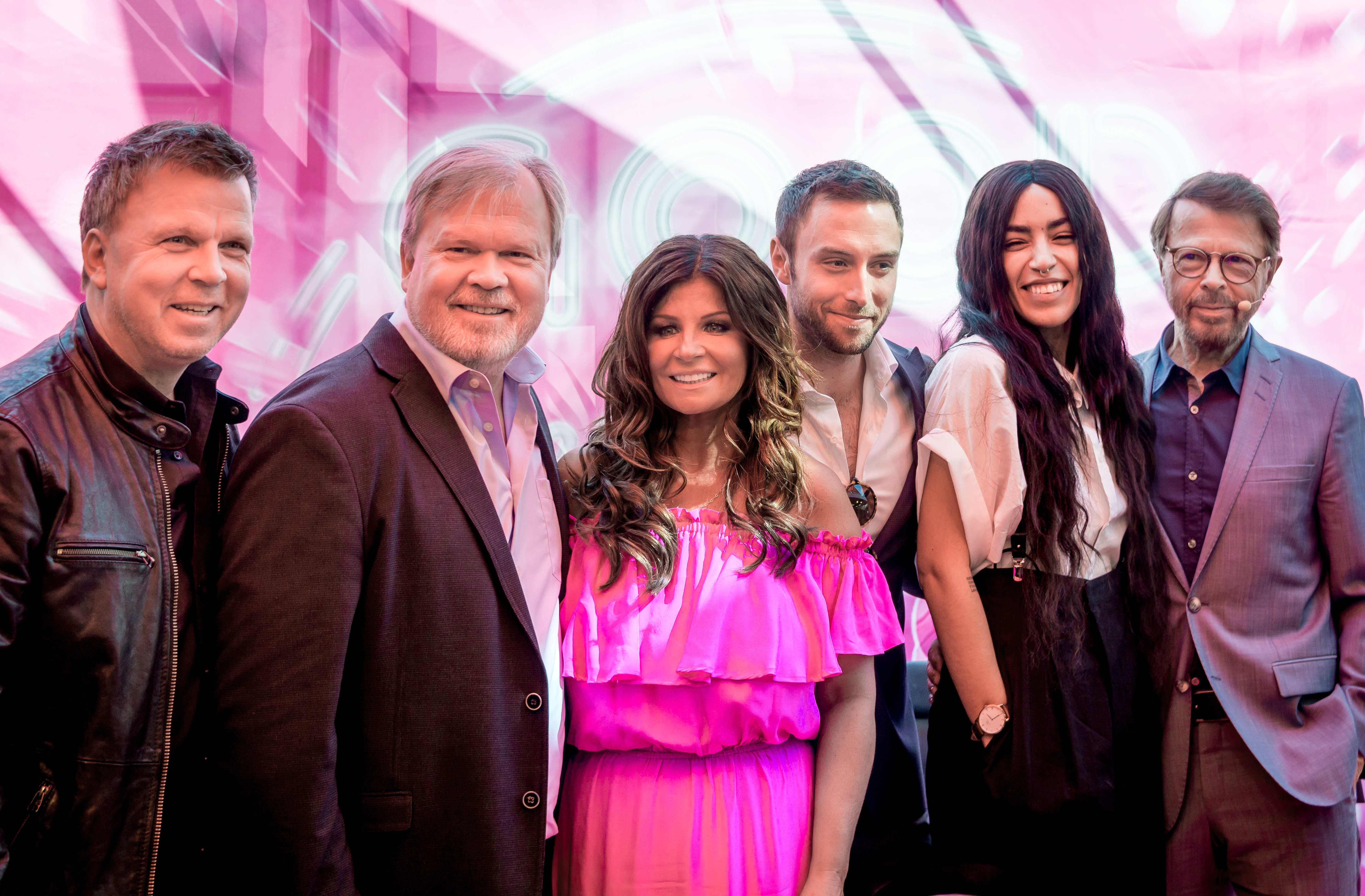
Шведські переможці Пісенного конкурсу Євробачення: Herreys (1984), Карола (1991), Монс Сельмерлев (2015), Лорін (2012 й 2023) та Б'єрн Ульвеус з гурту ABBA (1974)

Країна шість разів посідала 3-є місце: (у 1983, 1985, 1995, 1996, 2011 та 2014 роках), а також 2-е місце у 1966 році. У 2000-х роках найкращим результатом Швеції на конкурсі було 5-е місце, яке досягли: гурт «Friends» у 2001, гурт «Fame» у 2003, Лена Філіпссон у 2004 та Карола, яка у 2006 році стала єдиною шведською виконавицею, яка досягла трьох результатів у Топ-5.
За винятком 2006 року, країна мала ряд результатів між 2005 та 2009 роками, фінішувавши не вище 18-го місця. У 2010 році Анна Берґендаль стала першою представницею Швеції, яка не потрапила у фінал Євробачення. Її пісня «This is My Life» зайняла 11-е місце у другому півфіналі та отримала 62 бали, лише на 5 балів відстаючи від Кіпру, якому вдалося пройти у фінал. У 2008 році Шарлотта Переллі фінішувала 12-ою у другому півфіналі, але пройшла кваліфікацію завдяки голосуванню резервного журі. З 2011 року Швеція щорічно досягає лідируючих позицій, за винятком 2013 та 2021 років, коли країна посідала 14-е місце.

## Melodifestivalen
Melodifestivalen (укр. Фестиваль Мелодій) — музичний конкурс, який проходить у Швеції, організований компаніями SVT та SR, який визначає представника від Швеції на Пісенному конкурсі Євробачення. Проводиться майже щороку, починаючи з 1959.

## Учасники Євробачення від Швеції
Умовні позначення
     Переможець
     Друге місце
     Третє місце
     Четверте місце
     П'яте місце
     Останнє місце
     Автоматичний фіналіст
     Не пройшла до фіналу
     Участь скасовано
     Не брала участі
| Рік  | Місце проведення | Виконавець                         | Пісня                                 | Мова                   | Переклад                                    | Фінал                                      | Фінал                                      | Півфінал                                   | Півфінал                                   |
| Рік  | Місце проведення | Виконавець                         | Пісня                                 | Мова                   | Переклад                                    | Місце                                      | Бали                                       | Місце                                      | Бали                                       |
| ---- | ---------------- | ---------------------------------- | ------------------------------------- | ---------------------- | ------------------------------------------- | ------------------------------------------ | ------------------------------------------ | ------------------------------------------ | ------------------------------------------ |
| 1958 | Гілверсум        | Alice Babs                         | «Lilla stjärna»                       | Шведська               | Маленька зірка                              | 4-е                                        | 10                                         | Без півфіналів                             | Без півфіналів                             |
| 1959 | Канни            | Brita Borg                         | «Augustin»                            | Шведська               | Августин                                    | 9-е                                        | 4                                          | Без півфіналів                             | Без півфіналів                             |
| 1960 | Лондон           | Siw Malmkvist                      | «Alla Andra Får Varann»               | Шведська               | Всі інші є один в одного                    | 10-е                                       | 4                                          | Без півфіналів                             | Без півфіналів                             |
| 1961 | Канни            | Lill-Babs                          | «April, April»                        | Шведська               | Квітень, квітень                            | 14-е                                       | 2                                          | Без півфіналів                             | Без півфіналів                             |
| 1962 | Люксембург       | Inger Berggren                     | «Sol Och Vår»                         | Шведська               | Сонце і весна                               | 7-е                                        | 4                                          | Без півфіналів                             | Без півфіналів                             |
| 1963 | Лондон           | Monica Zetterlund                  | «En Gång I Stockholm»                 | Шведська               | Одного разу в Стокгольмі                    | 13-е                                       | 0                                          | Без півфіналів                             | Без півфіналів                             |
| 1964 | Копенгаген       | Не брала участь                    | Не брала участь                       | Не брала участь        | Не брала участь                             | Не брала участь                            | Не брала участь                            | Без півфіналів                             | Без півфіналів                             |
| 1965 | Неаполь          | Ingvar Wixell                      | «Absent Friends»                      | Англійська             | Відсутні друзі                              | 10-е                                       | 6                                          | Без півфіналів                             | Без півфіналів                             |
| 1966 | Люксембург       | Lill Lindfors and Svante Thuresson | «Nygammal vals»                       | Шведська               | Новий старий вальс                          | 2-е                                        | 16                                         | Без півфіналів                             | Без півфіналів                             |
| 1967 | Відень           | Östen Warnerbring                  | «Som En Dröm»                         | Шведська               | Як сон                                      | 8-е                                        | 7                                          | Без півфіналів                             | Без півфіналів                             |
| 1968 | Лондон           | Claes Göran Hederström             | «Det börjar verka kärlek, banne mej»  | Шведська               | Це починає нагадувати кохання, чорт забирай | 5-е                                        | 15                                         | Без півфіналів                             | Без півфіналів                             |
| 1969 | Мадрид           | Томмі Кьорберг                     | «Judy Min Vän»                        | Шведська               | Джуді, мій друг                             | 9-е                                        | 8                                          | Без півфіналів                             | Без півфіналів                             |
| 1970 | Амстердам        | Не брала участь                    | Не брала участь                       | Не брала участь        | Не брала участь                             | Не брала участь                            | Не брала участь                            | Без півфіналів                             | Без півфіналів                             |
| 1971 | Дублін           | Family Four                        | «Vita Vidder»                         | Шведська               | Білі простори                               | 6-е                                        | 85                                         | Без півфіналів                             | Без півфіналів                             |
| 1972 | Единбург         | Family Four                        | «Härliga Sommardag»                   | Шведська               | Прекрасний літній день                      | 13-е                                       | 75                                         | Без півфіналів                             | Без півфіналів                             |
| 1973 | Люксембург       | Nova & The Dolls                   | «You're Summer»                       | Англійська             | Ти — літо                                   | 5-е                                        | 94                                         | Без півфіналів                             | Без півфіналів                             |
| 1974 | Брайтон          | ABBA                               | «Waterloo»                            | Англійська             | Ватерлоо                                    | 1-е                                        | 24                                         | Без півфіналів                             | Без півфіналів                             |
| 1975 | Стокгольм        | Lars Berghagen and the Doll        | «Jennie, Jennie»                      | Англійська             | Дженні, Дженні                              | 8-е                                        | 72                                         | Без півфіналів                             | Без півфіналів                             |
| 1976 | Гаага            | Не брала участь                    | Не брала участь                       | Не брала участь        | Не брала участь                             | Не брала участь                            | Не брала участь                            | Без півфіналів                             | Без півфіналів                             |
| 1977 | Лондон           | Forbes                             | «Beatles»                             | Шведська               | Бітлз                                       | 18-е                                       | 2                                          | Без півфіналів                             | Без півфіналів                             |
| 1978 | Париж            | Björn Skifs                        | «Det Blir Alltid Värre Framåt Natten» | Шведська               | Вночі завжди стає гірше                     | 14-е                                       | 26                                         | Без півфіналів                             | Без півфіналів                             |
| 1979 | Єрусалим         | Ted Gärdestad                      | «Satellit»                            | Шведська               | Супутник                                    | 17-е                                       | 8                                          | Без півфіналів                             | Без півфіналів                             |
| 1980 | Гаага            | Tomas Ledin                        | «Just Nu!»                            | Шведська               | Зараз!                                      | 10-е                                       | 47                                         | Без півфіналів                             | Без півфіналів                             |
| 1981 | Дублін           | Björn Skifs                        | «Fångad I En Dröm»                    | Шведська               | Спійманий уві сні                           | 10-е                                       | 50                                         | Без півфіналів                             | Без півфіналів                             |
| 1982 | Гаррогейт        | Chips                              | «Dag Efter Dag»                       | Шведська               | День за днем                                | 8-е                                        | 67                                         | Без півфіналів                             | Без півфіналів                             |
| 1983 | Мюнхен           | Карола                             | «Främling»                            | Шведська               | Незнайомець                                 | 3-є                                        | 126                                        | Без півфіналів                             | Без півфіналів                             |
| 1984 | Люксембург       | Herreys                            | «Diggi-loo diggi-ley»                 | Шведська               | Дігі-лу дігі-лі                             | 1-е                                        | 145                                        | Без півфіналів                             | Без півфіналів                             |
| 1985 | Гетеборг         | Kikki Danielsson                   | «Bra vibrationer»                     | Шведська               | Хороші вібрації                             | 3-є                                        | 103                                        | Без півфіналів                             | Без півфіналів                             |
| 1986 | Берген           | Monica Törnell & Lasse Holm        | «E' de' det här du kallar kärlek?»    | Шведська               | Це те, що ти називаєш коханням?             | 5-е                                        | 78                                         | Без півфіналів                             | Без півфіналів                             |
| 1987 | Брюссель         | Lotta Engberg                      | «Boogaloo»                            | Шведська               | Бугалу                                      | 12-е                                       | 50                                         | Без півфіналів                             | Без півфіналів                             |
| 1988 | Дублін           | Tommy Körberg                      | «Stad I Ljus»                         | Шведська               | Місто у світлі                              | 12-е                                       | 52                                         | Без півфіналів                             | Без півфіналів                             |
| 1989 | Лозанна          | Tommy Nilsson                      | «En Dag»                              | Шведська               | Одного дня                                  | 4-е                                        | 110                                        | Без півфіналів                             | Без півфіналів                             |
| 1990 | Загреб           | Edin-Ådahl                         | «Som En Vind»                         | Шведська               | Як вітер                                    | 16-е                                       | 24                                         | Без півфіналів                             | Без півфіналів                             |
| 1991 | Рим              | Карола                             | «Fångad av en stormvind»              | Шведська               | Захоплена вихором                           | 1-е                                        | 146                                        | Без півфіналів                             | Без півфіналів                             |
| 1992 | Мальме           | Christer Björkmann                 | «I Morgon är En Annan Dag»            | Шведська               | Завтра інший день                           | 22-е                                       | 9                                          | Без півфіналів                             | Без півфіналів                             |
| 1993 | Мілстріт         | Arvingarna                         | «Eloïse»                              | Шведська               | Елоїза                                      | 7-е                                        | 89                                         | Без півфіналів                             | Без півфіналів                             |
| 1994 | Дублін           | Marie Bergman and Roger Pontare    | «Stjärnorna»                          | Шведська               | Зірки                                       | 13-е                                       | 48                                         | Без півфіналів                             | Без півфіналів                             |
| 1995 | Дублін           | Jan Johansen                       | «Se på mej»                           | Шведська               | Подивись на мене                            | 3-є                                        | 100                                        | Без півфіналів                             | Без півфіналів                             |
| 1996 | Осло             | One More Time                      | «Den vilda»                           | Шведська               | Дика                                        | 3-є                                        | 100                                        | 1-е                                        | 227                                        |
| 1997 | Дублін           | Blond                              | «Bara Hon älskar Mig»                 | Шведська               | Тільки вона любить мене                     | 14-е                                       | 36                                         | Без півфіналів                             | Без півфіналів                             |
| 1998 | Бірмінгем        | Джилл Джонсон                      | «Kärleken är»                         | Шведська               | Кохання — це…                               | 10-е                                       | 53                                         | Без півфіналів                             | Без півфіналів                             |
| 1999 | Єрусалим         | Шарлотта Переллі                   | «Take Me To Your Heaven»              | Англійська             | Візьми мене до свого раю                    | 1-е                                        | 163                                        | Без півфіналів                             | Без півфіналів                             |
| 2000 | Стокгольм        | Roger Pontare                      | «When Spirits Are Calling My Name»    | Англійська             | Коли духи кличуть мене                      | 7-е                                        | 88                                         | Без півфіналів                             | Без півфіналів                             |
| 2001 | Копенгаген       | Friends                            | «Listen To Your Heartbeat»            | Англійська             | Слухайте своє серцебиття                    | 5-е                                        | 100                                        | Без півфіналів                             | Без півфіналів                             |
| 2002 | Таллінн          | Afro-dite                          | «Never Let It Go»                     | Англійська             | Ніколи не відпускай                         | 8-е                                        | 72                                         | Без півфіналів                             | Без півфіналів                             |
| 2003 | Рига             | Fame                               | «Give Me Your Love»                   | Англійська             | Дай мені свою любов                         | 5-е                                        | 107                                        | Без півфіналів                             | Без півфіналів                             |
| 2004 | Стамбул          | Лена Філіпссон                     | «It Hurts»                            | Англійська             | Це боляче                                   | 5-е                                        | 170                                        | Топ-11 у минулому році                     | Топ-11 у минулому році                     |
| 2005 | Київ             | Мартін Стенмарк                    | «Las Vegas»                           | Англійська             | Лас-Вегас                                   | 19-е                                       | 30                                         | Топ-12 у минулому році                     | Топ-12 у минулому році                     |
| 2006 | Афіни            | Карола                             | «Invincible»                          | Англійська             | Незламний                                   | 5-е                                        | 170                                        | 4-е                                        | 214                                        |
| 2007 | Гельсінкі        | The Ark                            | «The Worrying Kind»                   | Англійська             | Тривожний вид                               | 18-е                                       | 51                                         | Топ-10 у минулому році                     | Топ-10 у минулому році                     |
| 2008 | Белград          | Шарлотта Переллі                   | «Hero»                                | Англійська             | Герой                                       | 18-е                                       | 47                                         | 12-е                                       | 54                                         |
| 2009 | Москва           | Малена Ернман                      | «La voix»                             | Англійська, Французька | Голос                                       | 21-е                                       | 33                                         | 4-е                                        | 105                                        |
| 2010 | Осло             | Анна Берґендаль                    | «This is my life»                     | Англійська             | Це моє життя                                | Не вдалося кваліфікуватися                 | Не вдалося кваліфікуватися                 | 11-е                                       | 62                                         |
| 2011 | Дюссельдорф      | Ерік Сааде                         | «Popular»                             | Англійська             | Популярний                                  | 3-є                                        | 185                                        | 1-е                                        | 155                                        |
| 2012 | Баку             | Лорін                              | «Euphoria»                            | Англійська             | Ейфорія                                     | 1-е                                        | 372                                        | 1-е                                        | 181                                        |
| 2013 | Мальме           | Робін Шернберг                     | «You»                                 | Англійська             | Ти                                          | 14-е                                       | 62                                         | Країна-господар                            | Країна-господар                            |
| 2014 | Копенгаген       | Санна Нієльсен                     | «Undo»                                | Англійська             | Скасувати                                   | 3-є                                        | 218                                        | 2-е                                        | 131                                        |
| 2015 | Відень           | Монс Сельмерлев                    | «Heroes»                              | Англійська             | Герої                                       | 1-е                                        | 365                                        | 1-е                                        | 217                                        |
| 2016 | Стокгольм        | Франс                              | «If I Were Sorry»                     | Англійська             | Якби мені було шкода                        | 5-е                                        | 261                                        | Країна-господар                            | Країна-господар                            |
| 2017 | Київ             | Робін Бенгтссон                    | «I Can't Go On»                       | Англійська             | Я не можу продовжувати                      | 5-е                                        | 344                                        | 3-є                                        | 277                                        |
| 2018 | Лісабон          | Беньямін Інгроссо                  | «Dance You Off»                       | Англійська             | Відтанцюй                                   | 7-е                                        | 274                                        | 2-е                                        | 254                                        |
| 2019 | Тель-Авів        | Йон Лундвік                        | «Too Late For Love»                   | Англійська             | Занадто пізно для любові                    | 5-е                                        | 334                                        | 3-є                                        | 238                                        |
| 2020 | Роттердам        | The Mamas                          | «Move»                                | Англійська             | Рухайся                                     | Конкурс скасований через пандемію COVID-19 | Конкурс скасований через пандемію COVID-19 | Конкурс скасований через пандемію COVID-19 | Конкурс скасований через пандемію COVID-19 |
| 2021 | Роттердам        | Туссе                              | «Voices»                              | Англійська             | Голоси                                      | 14-е                                       | 109                                        | 7-е                                        | 142                                        |
| 2022 | Турин            | Корнелія Джейкобс                  | «Hold Me Closer»                      | Англійська             | Тримай мене ближче                          | 4-е                                        | 438                                        | 1-е                                        | 396                                        |
| 2023 | Ліверпуль        | Лорін                              | «Tattoo»                              | Англійська             | Татуювання                                  | 1-е                                        | 583                                        | 2-е                                        | 135                                        |
| 2024 | Мальме           | Marcus & Martinus                  | «Unforgettable»                       | Англійська             | Незабутня                                   | 9-е                                        | 174                                        | Країна-господар                            | Країна-господар                            |
| 2025 | Базель           | KAJ                                | «Bara bada bastu»                     | Шведська               | Просто скористайтеся сауною                 | 4-е                                        | 321                                        | 4-е                                        | 118                                        |

### Congratulations: 50-річчя пісенного конкурсу «Євробачення»
| Виконавець | Пісня      | Мова       | Congratulations | Congratulations | Congratulations | Congratulations | На Євробаченні | На Євробаченні | На Євробаченні |
| Виконавець | Пісня      | Мова       | Фінал           | Бали            | Півфінал        | Бали            | Рік            | Місце          | Бали           |
| ---------- | ---------- | ---------- | --------------- | --------------- | --------------- | --------------- | -------------- | -------------- | -------------- |
| ABBA       | «Waterloo» | Англійська | 1-е             | 329             | 1-е             | 331             | 1974           | 1-е            | 24             |

## Нагороди
Премія Марселя Безансона
| Рік  | Категорія         | Виконавець        | Пісня             | Результат | Бали | Місце проведення | Виноски |
| ---- | ----------------- | ----------------- | ----------------- | --------- | ---- | ---------------- | ------- |
| 2002 | Мистецький приз   | Afro-dite         | «Never Let It Go» | 8-е       | 72   | Таллінн          | [ 1 ]   |
| 2006 | Мистецький приз   | Карола            | «Invincible»      | 5-е       | 170  | Афіни            | [ 1 ]   |
| 2012 | Мистецький приз   | Loreen            | «Euphoria»        | 1-е       | 372  | Баку             | [ 2 ]   |
| 2012 | Приз композиторів | Loreen            | «Euphoria»        | 1-е       | 372  | Баку             | [ 2 ]   |
| 2013 | Приз композиторів | Робін Шернберг    | «You»             | 14-е      | 62   | Мальме           | [ 3 ]   |
| 2015 | Мистецький приз   | Монс Сельмерлев   | «Heroes»          | 1-е       | 365  | Відень           | [ 4 ]   |
| 2022 | Приз композиторів | Корнелія Джейкобс | «Hold Me Closer»  | 4-е       | 438  | Турин            | [ 5 ]   |
| 2023 | Мистецький приз   | Loreen            | «Tattoo»          | 1-е       | 583  | Ліверпуль        | [ 6 ]   |
| 2023 | Приз преси        | Loreen            | «Tattoo»          | 1-е       | 583  | Ліверпуль        | [ 6 ]   |

Переможець від OGAE
| Рік  | Пісня            | Виконавець        | Результат | Бали | Місце проведення | Виноски |
| ---- | ---------------- | ----------------- | --------- | ---- | ---------------- | ------- |
| 2008 | «Hero»           | Шарлотта Переллі  | 18-е      | 47   | Белград          | [ 7 ]   |
| 2012 | «Euphoria»       | Loreen            | 1-е       | 372  | Баку             | [ 7 ]   |
| 2014 | «Undo»           | Санна Нієльсен    | 3-є       | 218  | Копенгаген       | [ 7 ]   |
| 2022 | «Hold Me Closer» | Корнелія Джейкобс | 4-е       | 438  | Турин            | [ 8 ]   |
| 2023 | «Tattoo»         | Loreen            | 1-е       | 583  | Ліверпуль        |         |

## Країна-господар
| Рік  | Місто     | Місце            | Ведучі                             |
| ---- | --------- | ---------------- | ---------------------------------- |
| 1975 | Стокгольм | Stockholmsmässan | Карін Фальк                        |
| 1985 | Гетеборг  | Скандинавіум     | Ліл Ліндфорс                       |
| 1992 | Мальме    | Мальме (стадіон) | Лідія Каполіккіо Гаральд Трейтигер |
| 2000 | Стокгольм | Globe Arena      | Кеттіс Альстрьом Андерс Лундін     |
| 2013 | Мальме    | Malmö Arena      | Петра Меде                         |
| 2016 | Стокгольм | Globe Arena      | Петра Меде Монс Селмерлев          |
| 2024 | Мальме    | Malmö Arena      | Малін Акерман Петра Меде           |

## Галерея

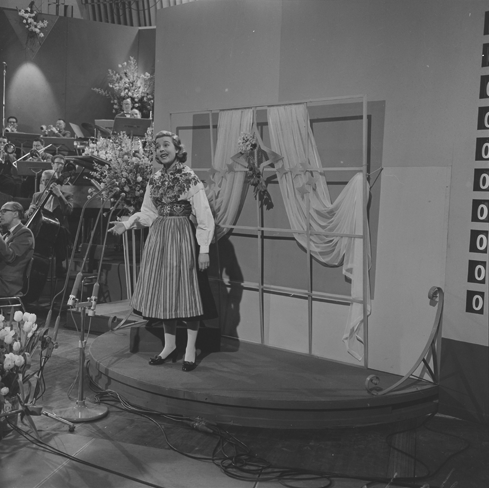
Alice Babs у Хілверсумі (1958)
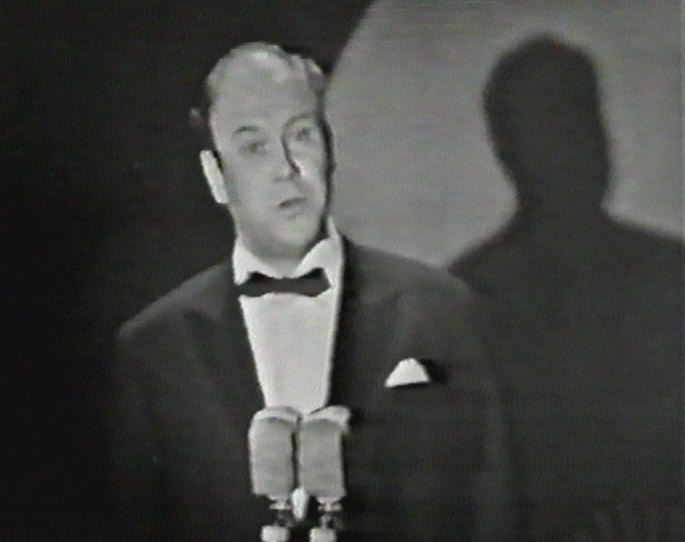
Ingvar Wixell у Неаполі (1965)
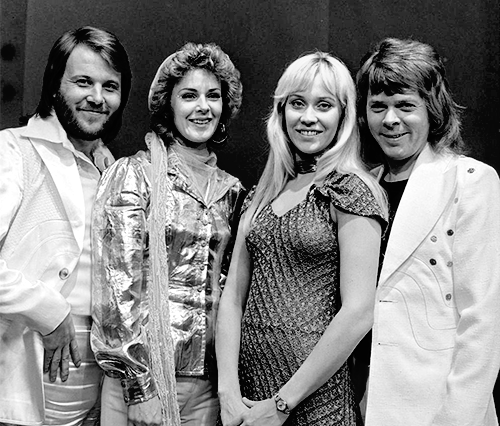
ABBA - переможці Євробачення 1974 у Брайтоні
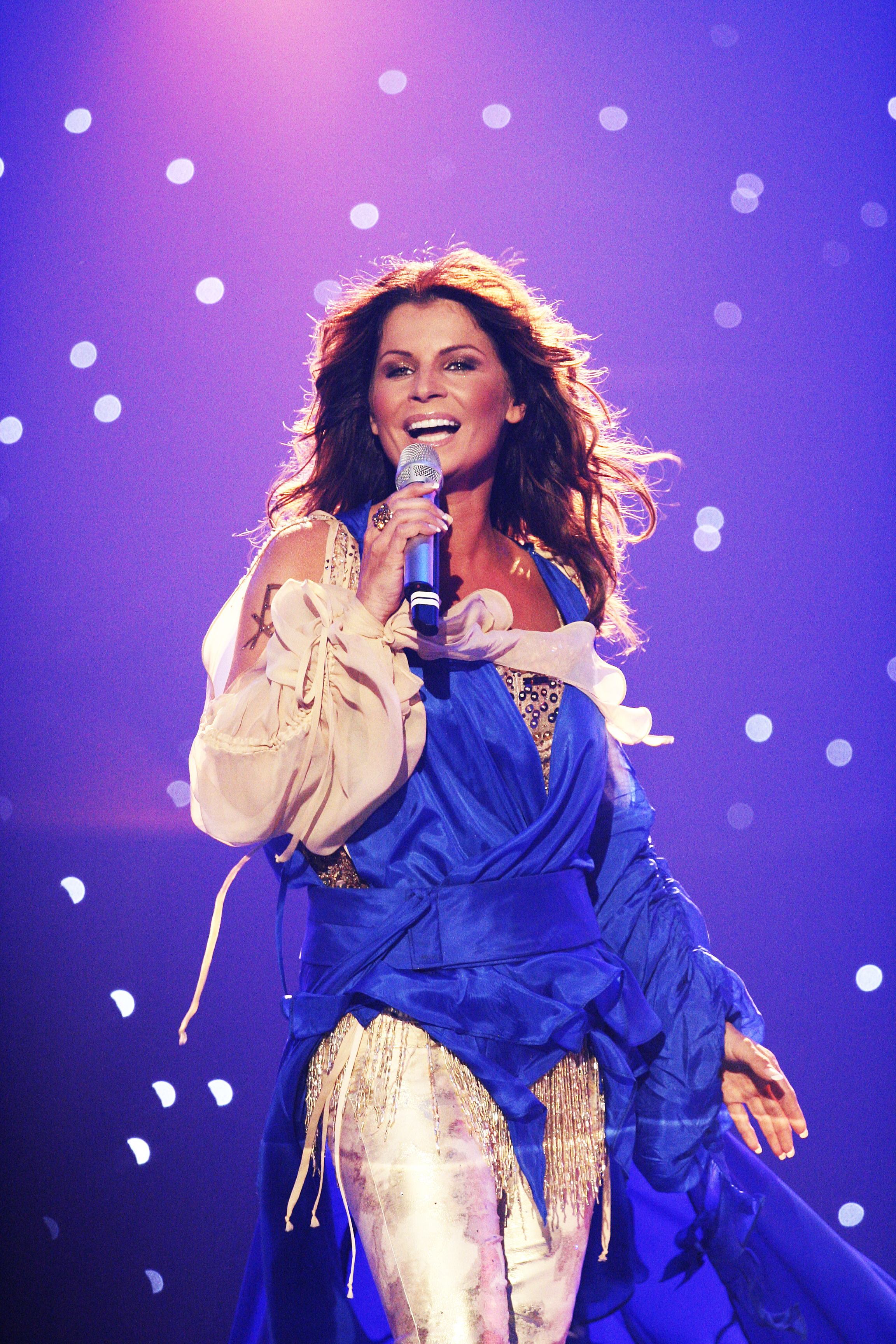
Карола в Афінах (2006)
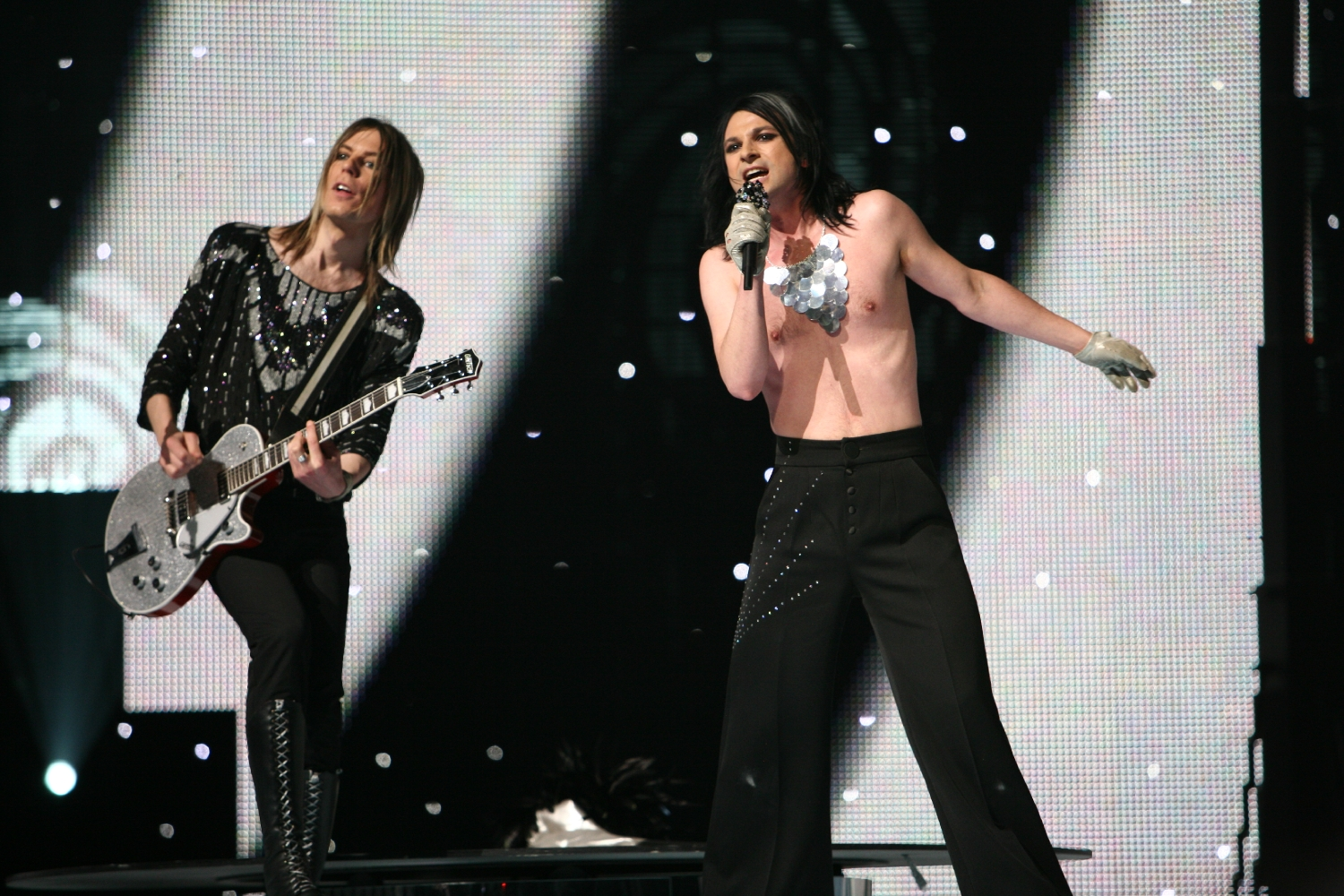
The Ark у Гельсінкі (2007)
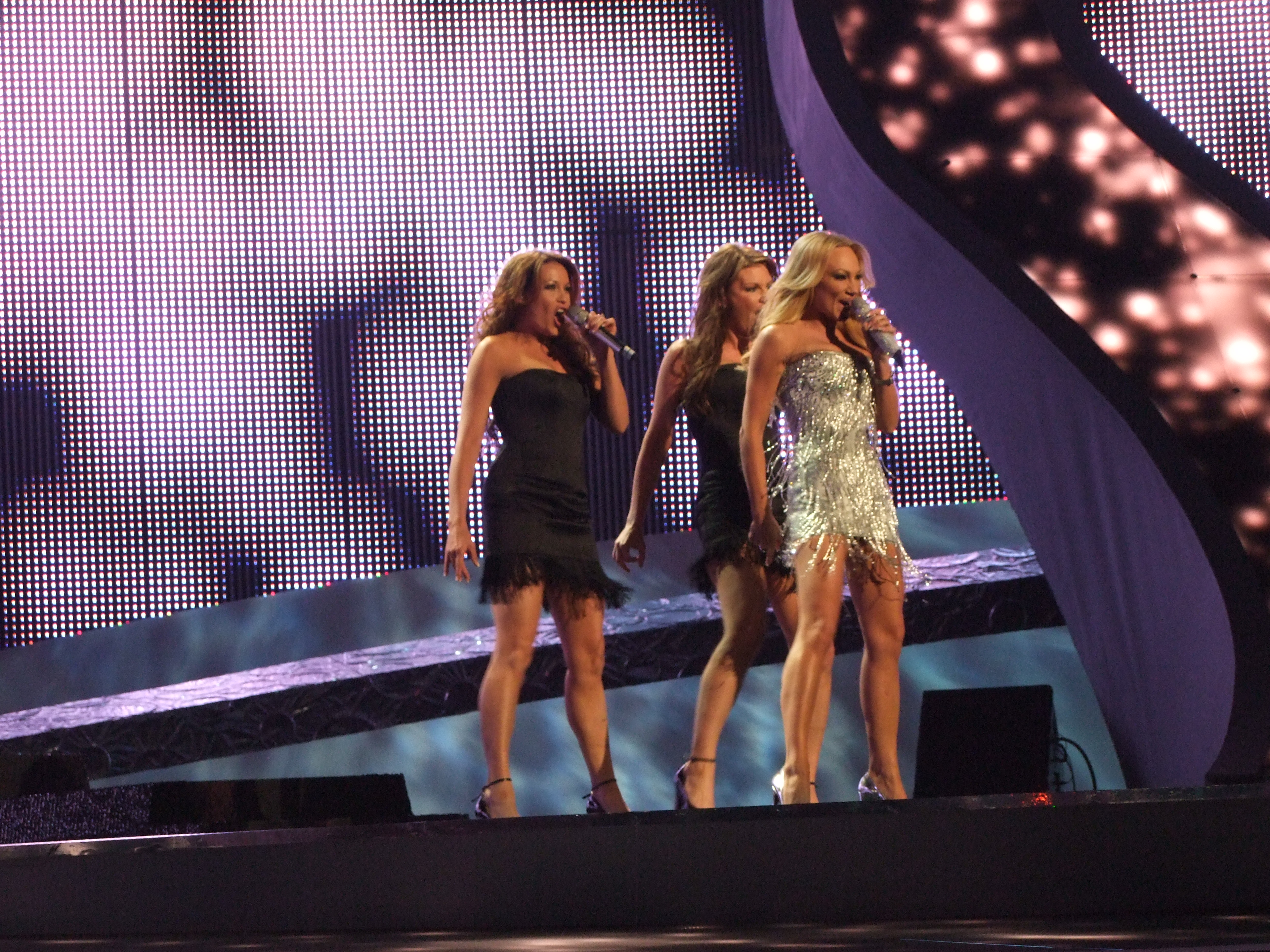
Шарлотта Переллі у Белграді (2008)
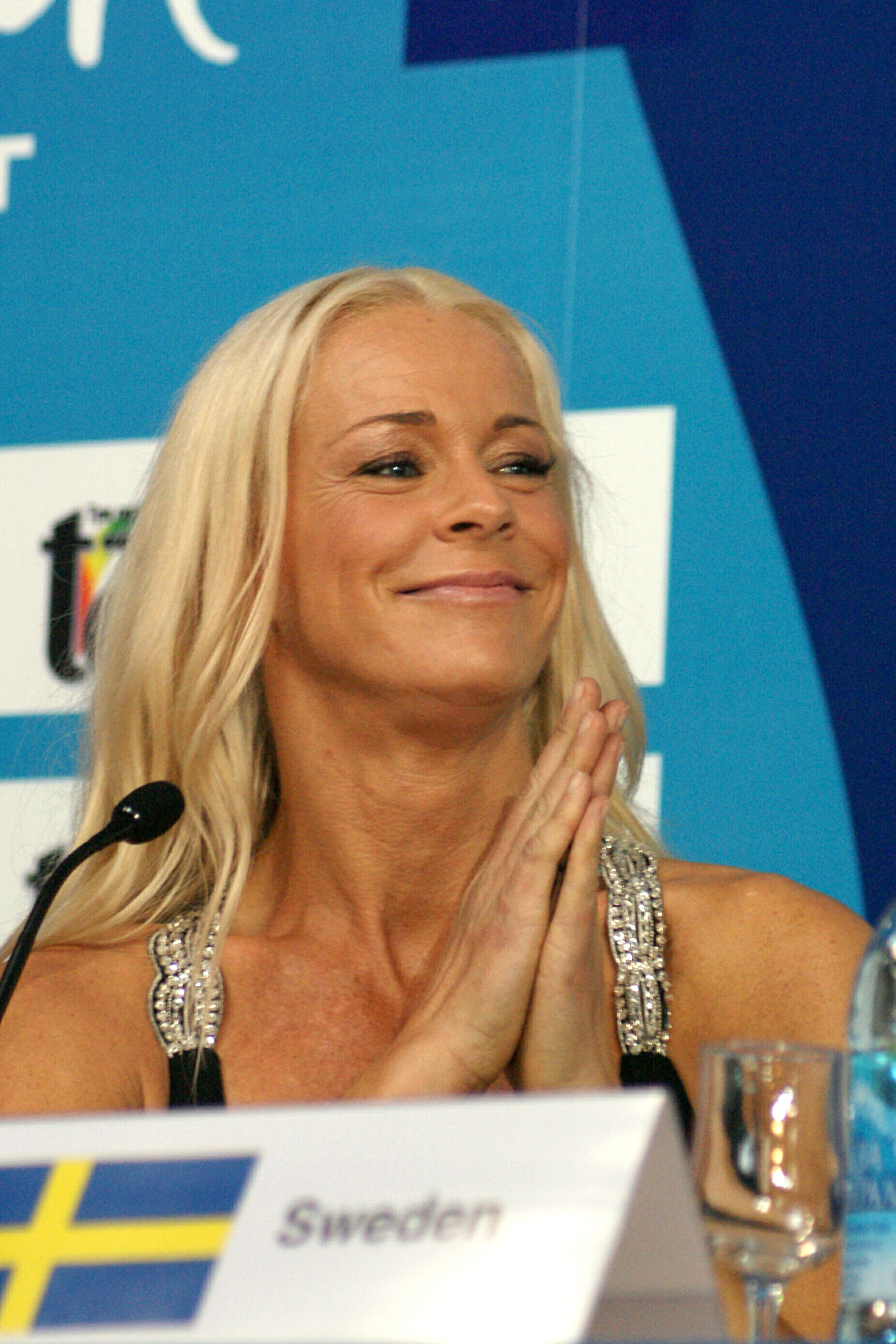
Малена Ернман у Москві (2009)
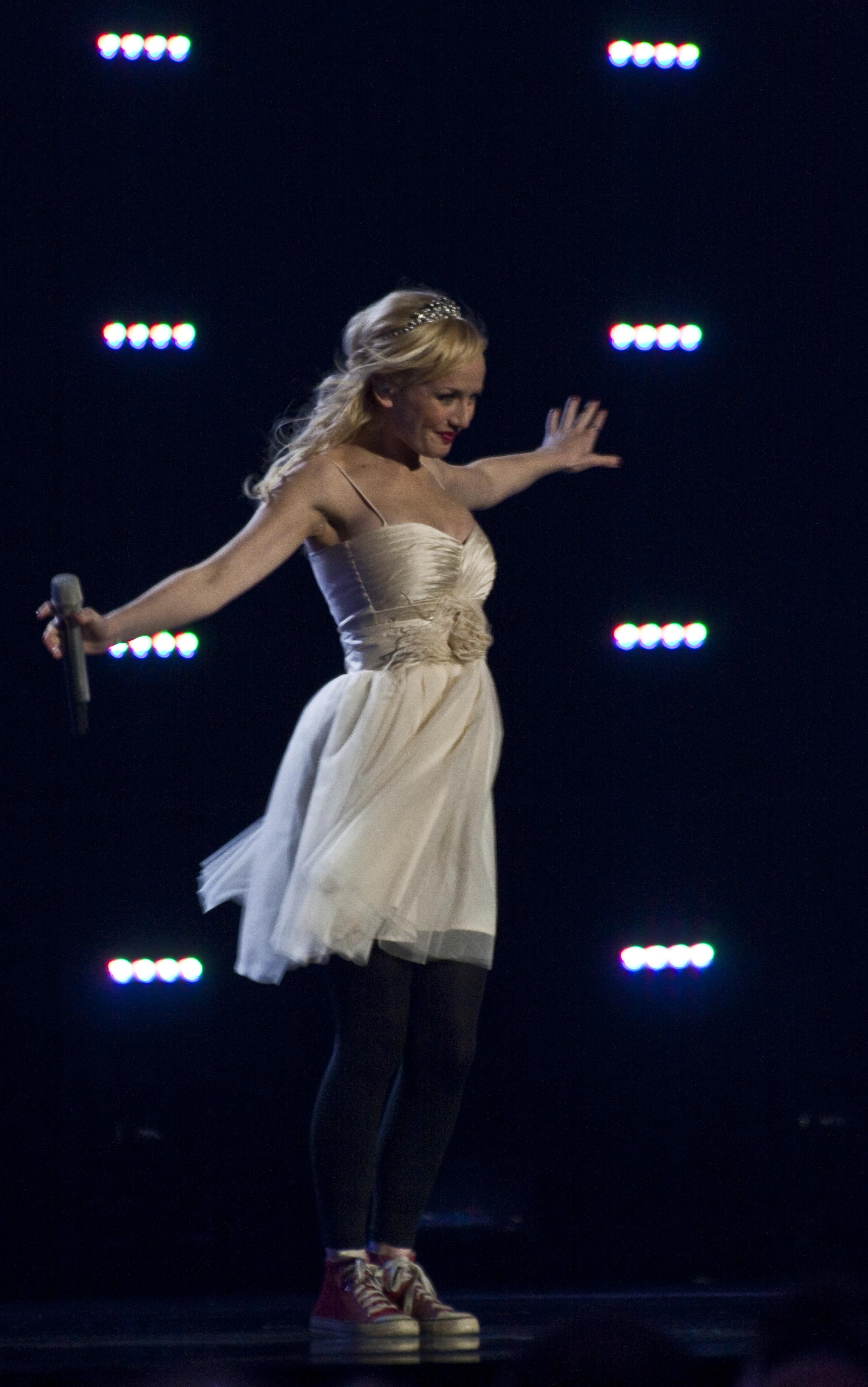
Анна Берґендаль в Осло (2010)
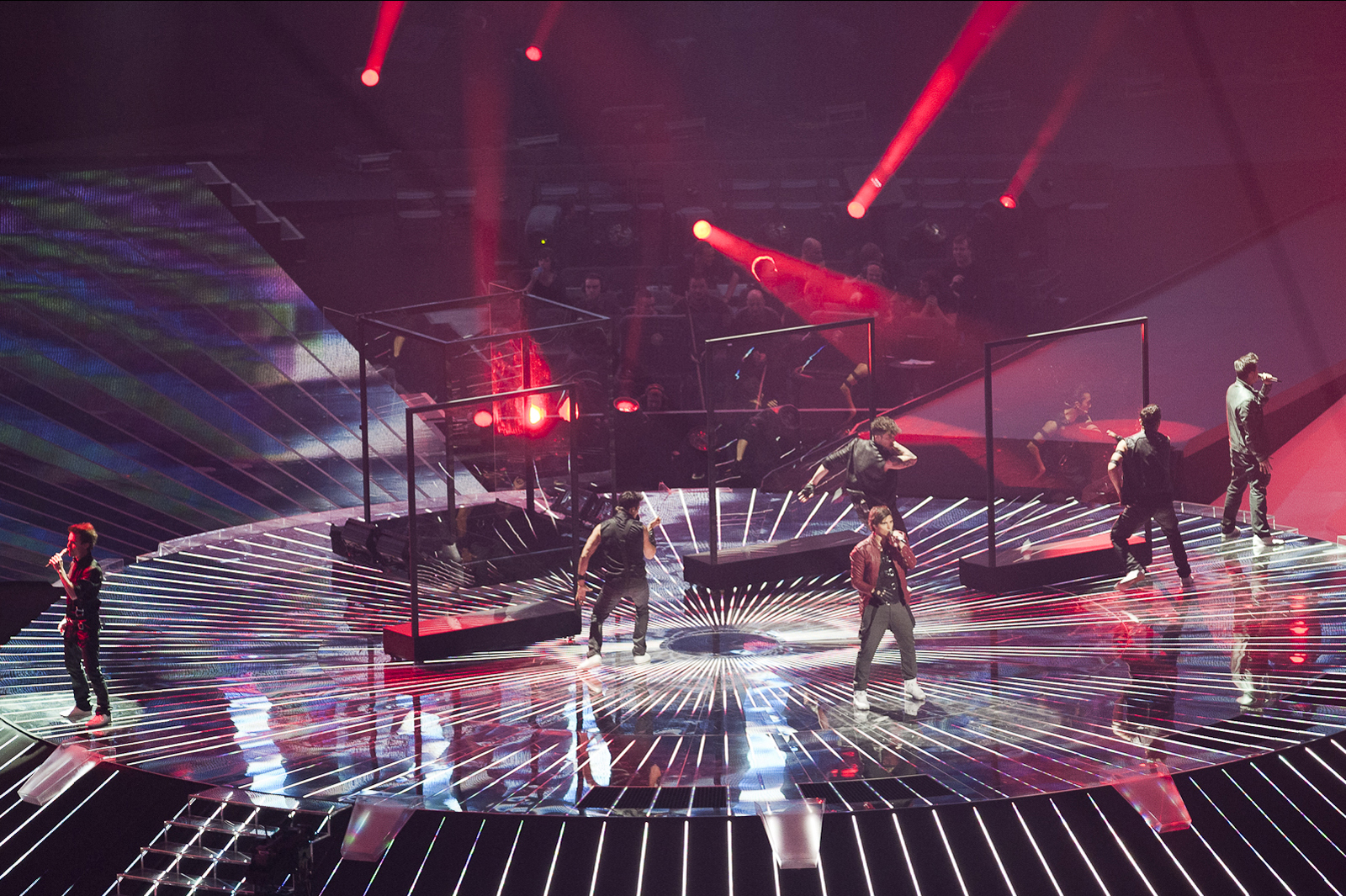
Ерік Сааде у Дюссельдорфі (2011)
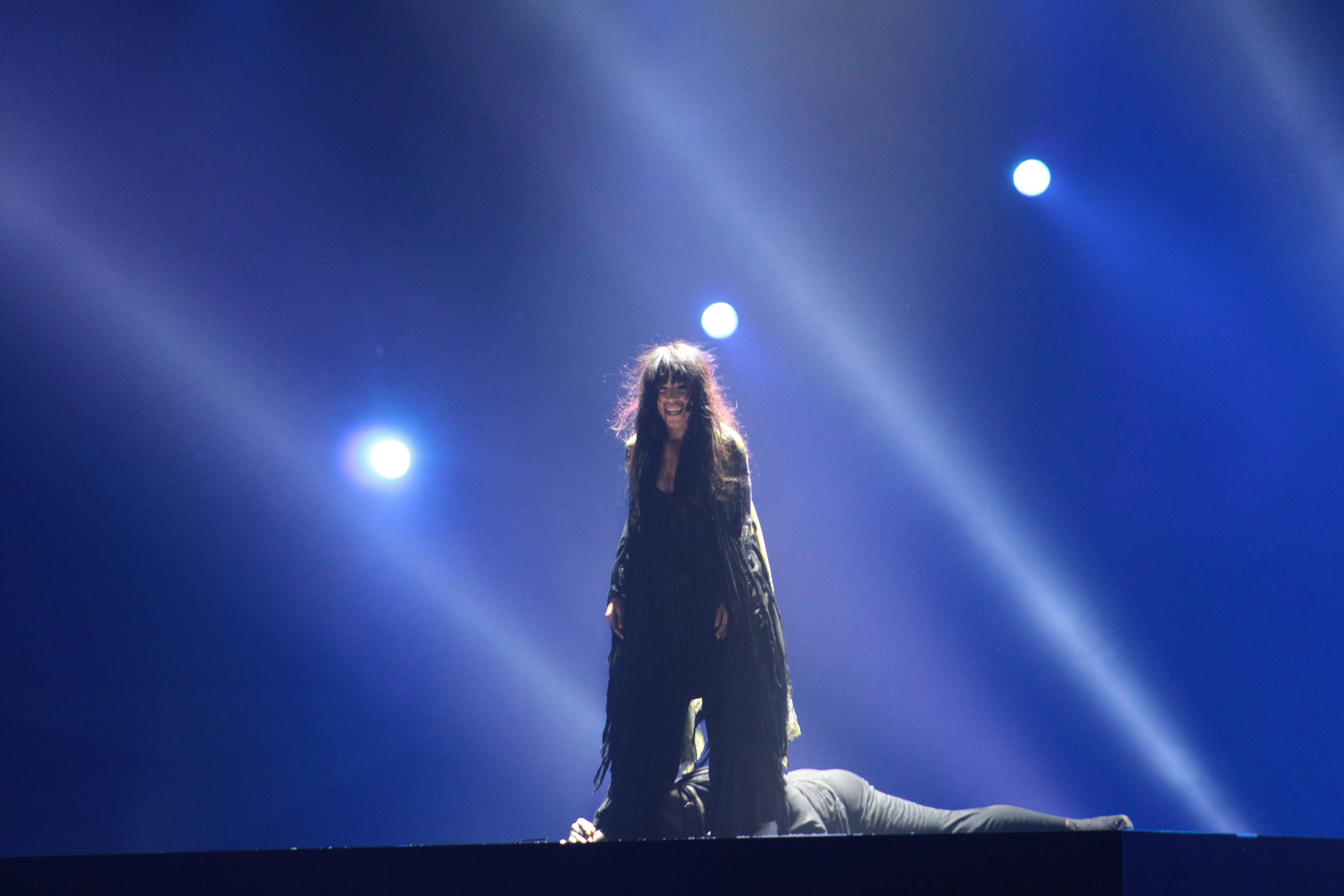
Лорін у Баку (2012)
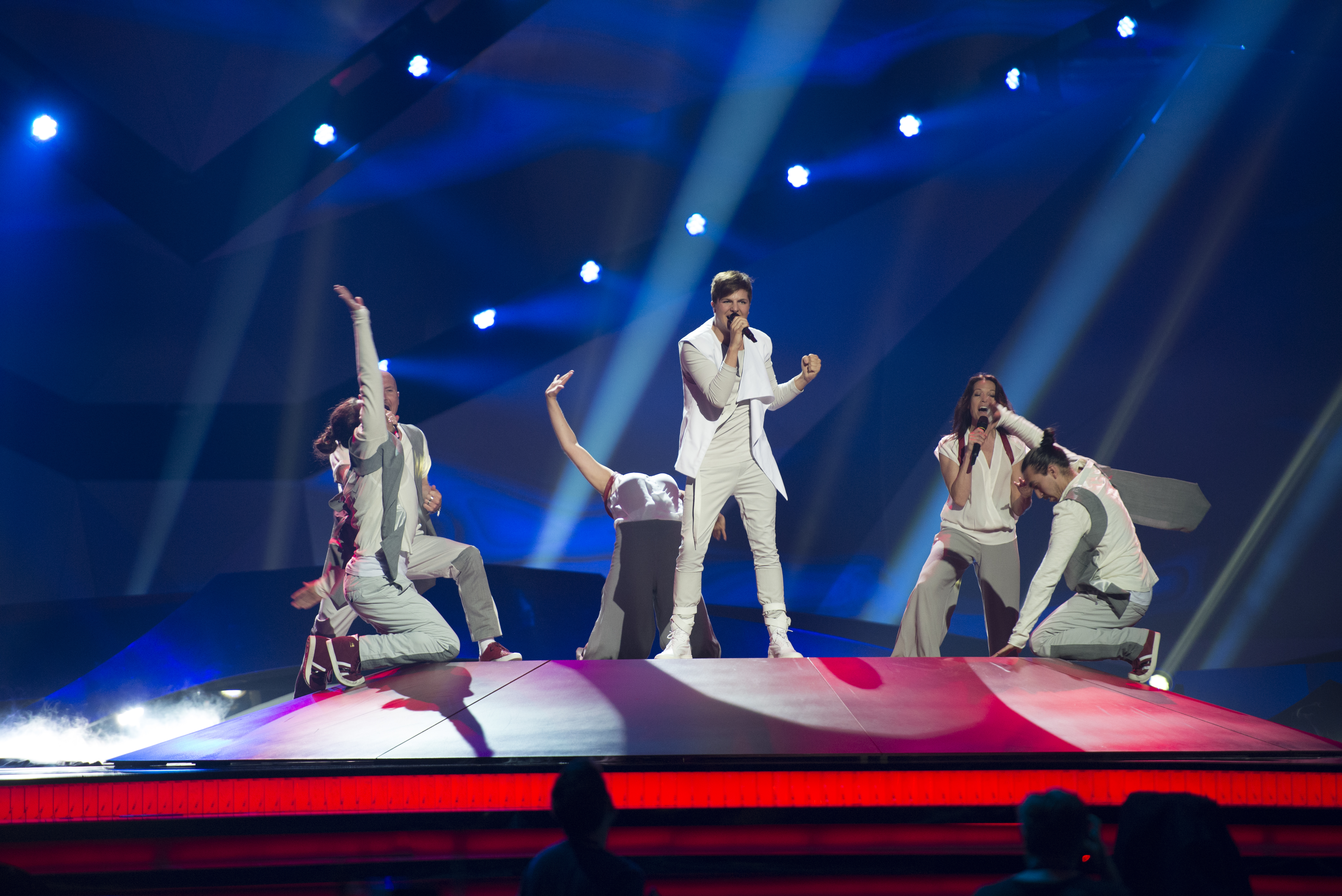
Робін Шернберг в Мальме (2013)
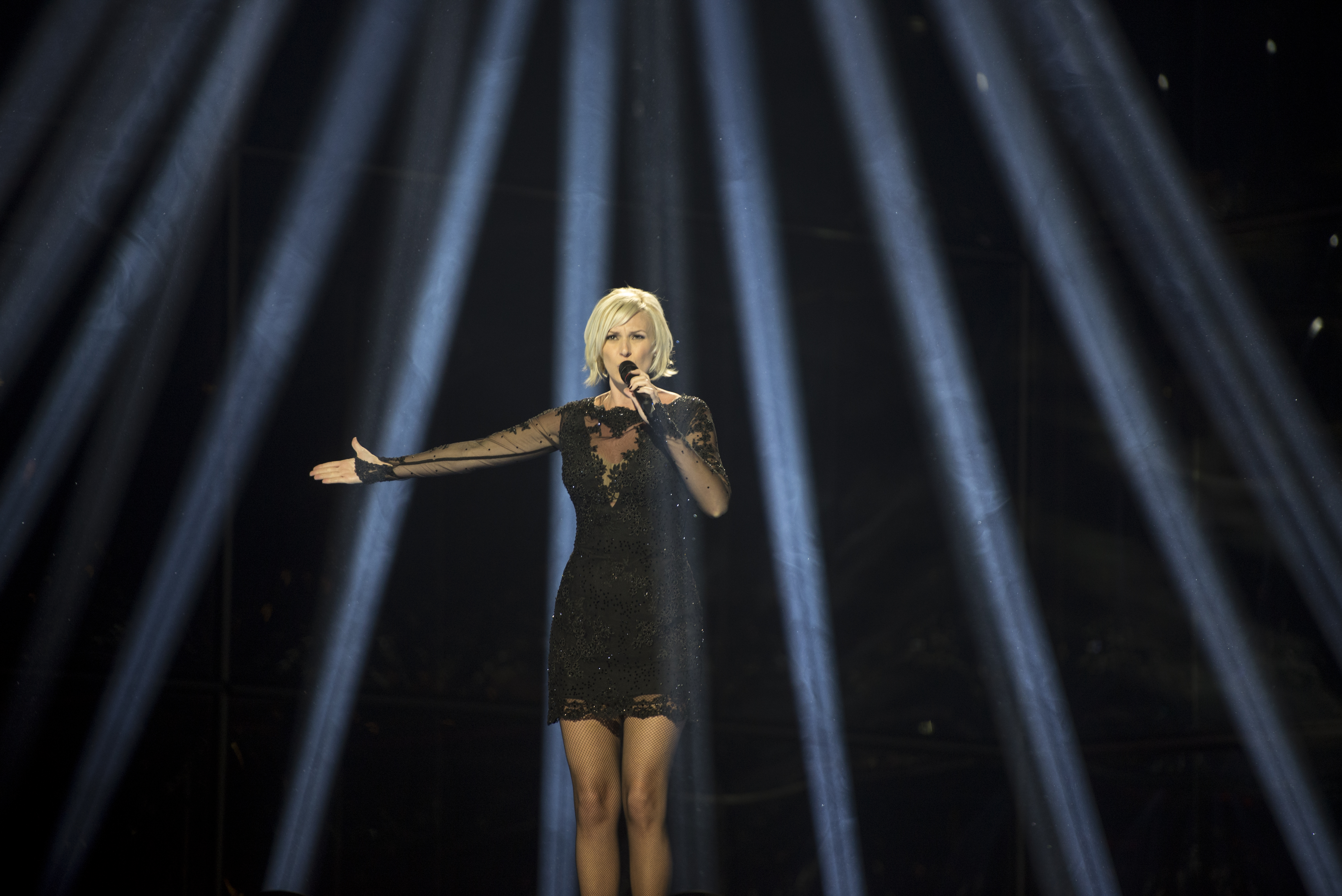
Санна Нієльсен у Копенгагені (2014)
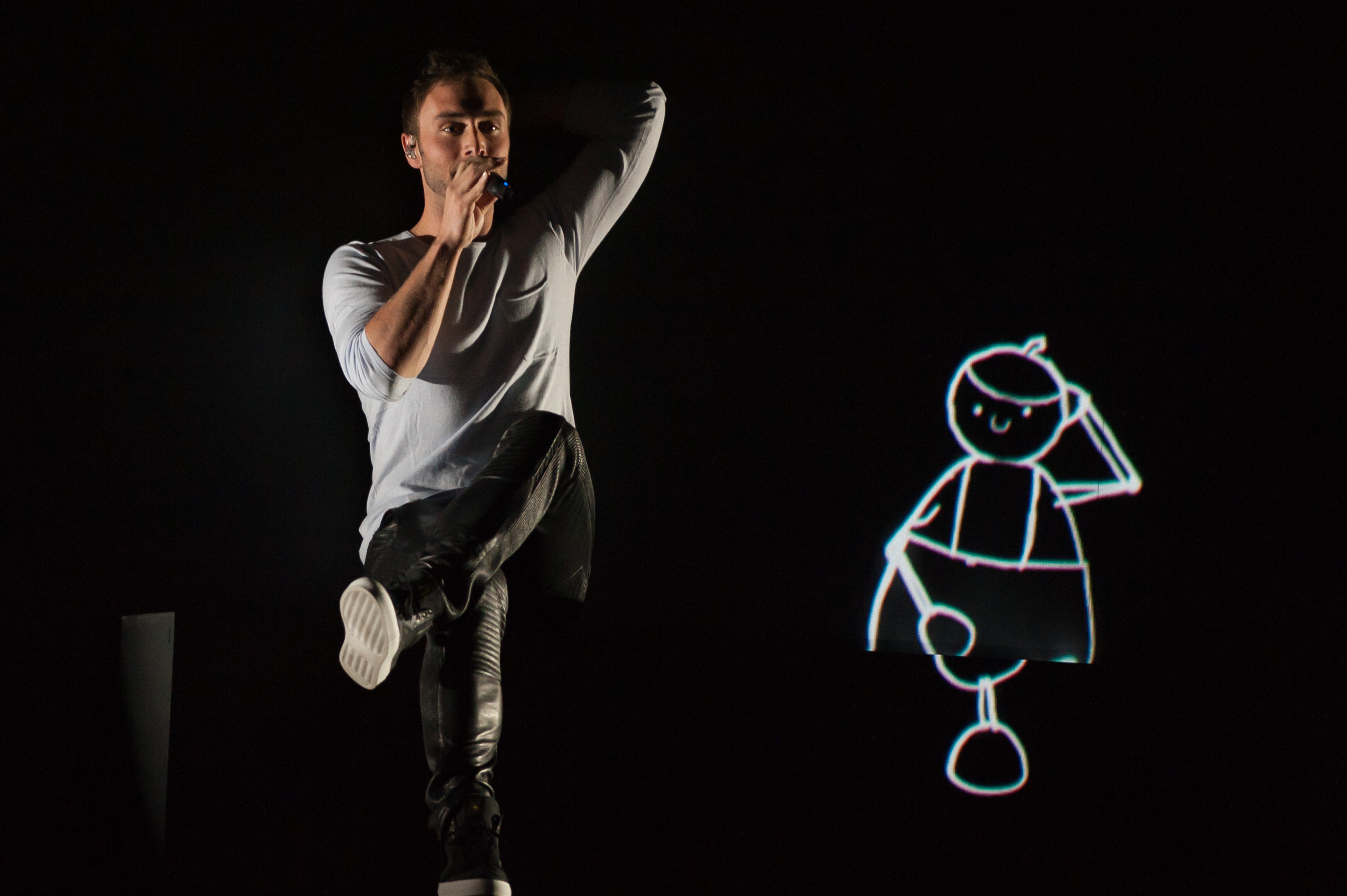
Монс Сельмерлев у Відні (2015)
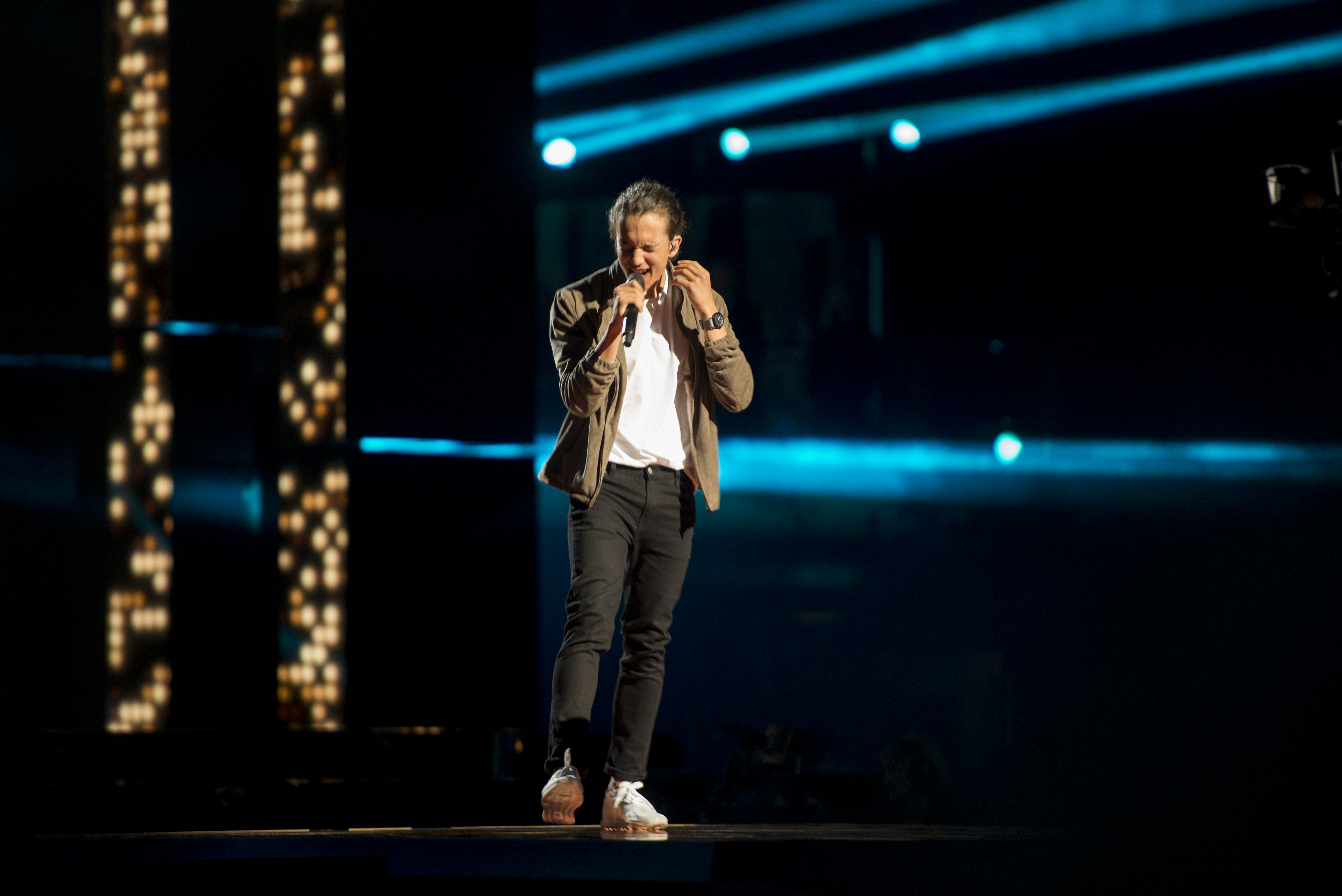
Франс у Стокгольмі (2016)
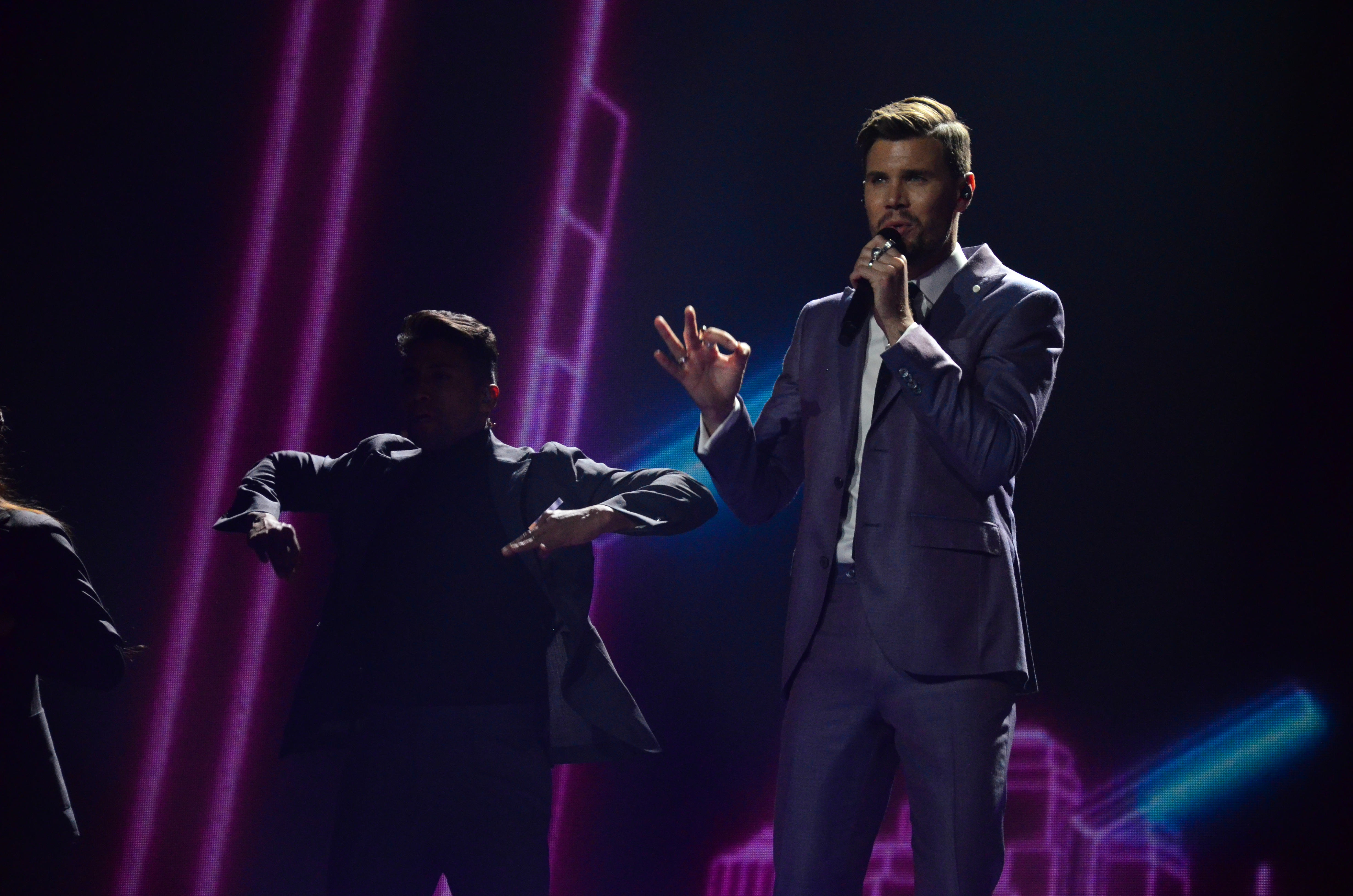
Робін Бенгтссон у Києві (2017)
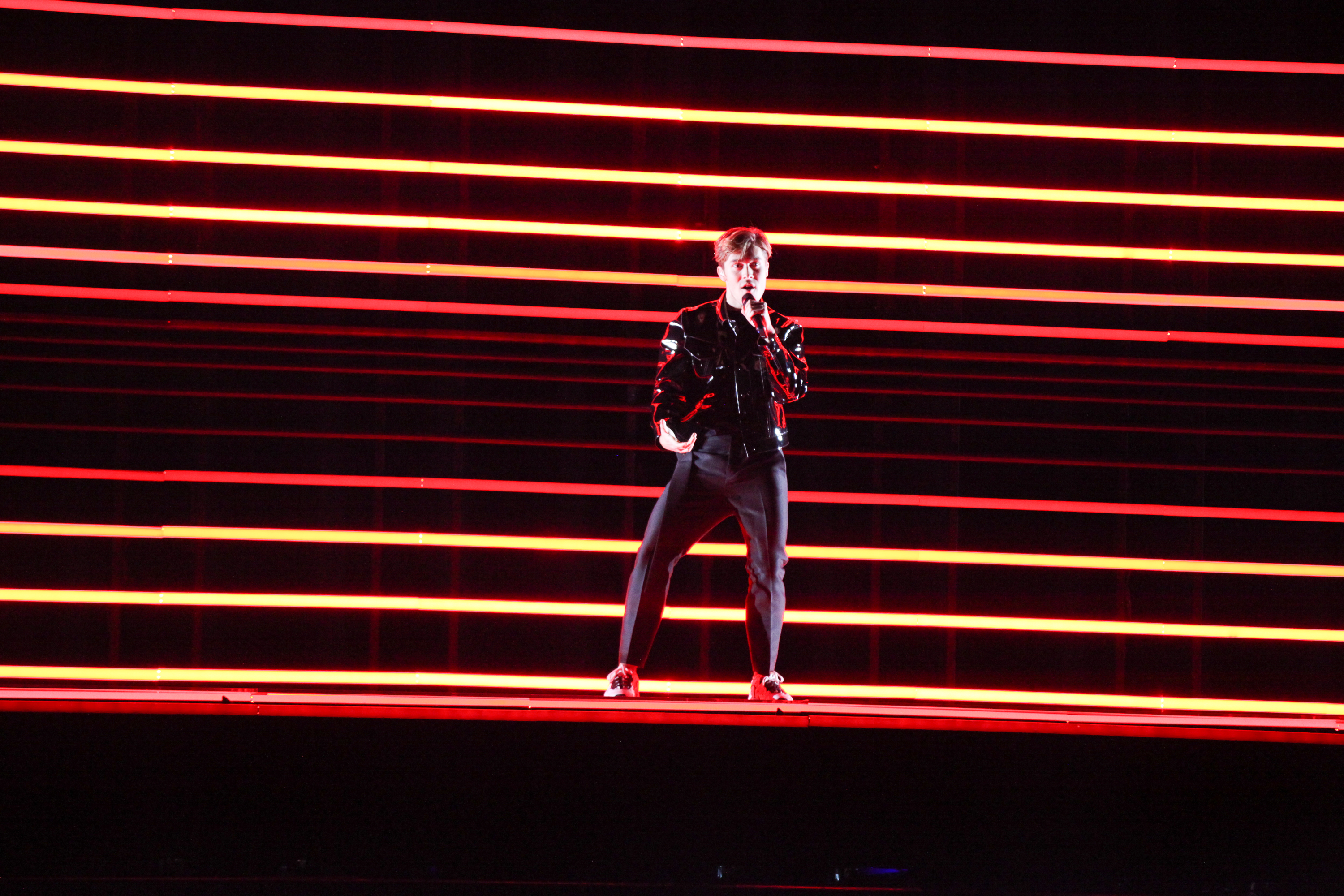
Беньямін Інгроссо у Лісабоні (2018)
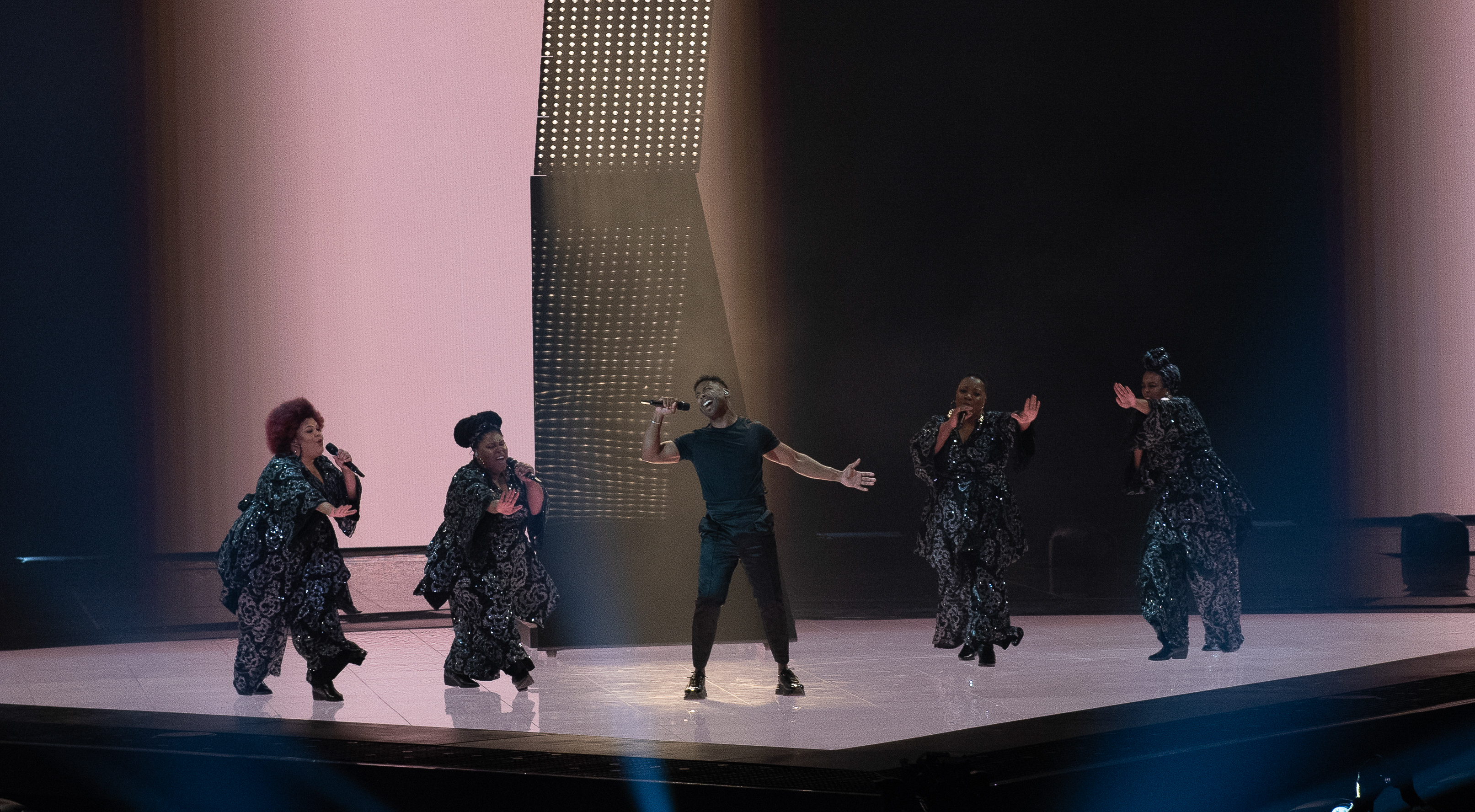
Йон Лундвік у Тель-Авіві (2019)
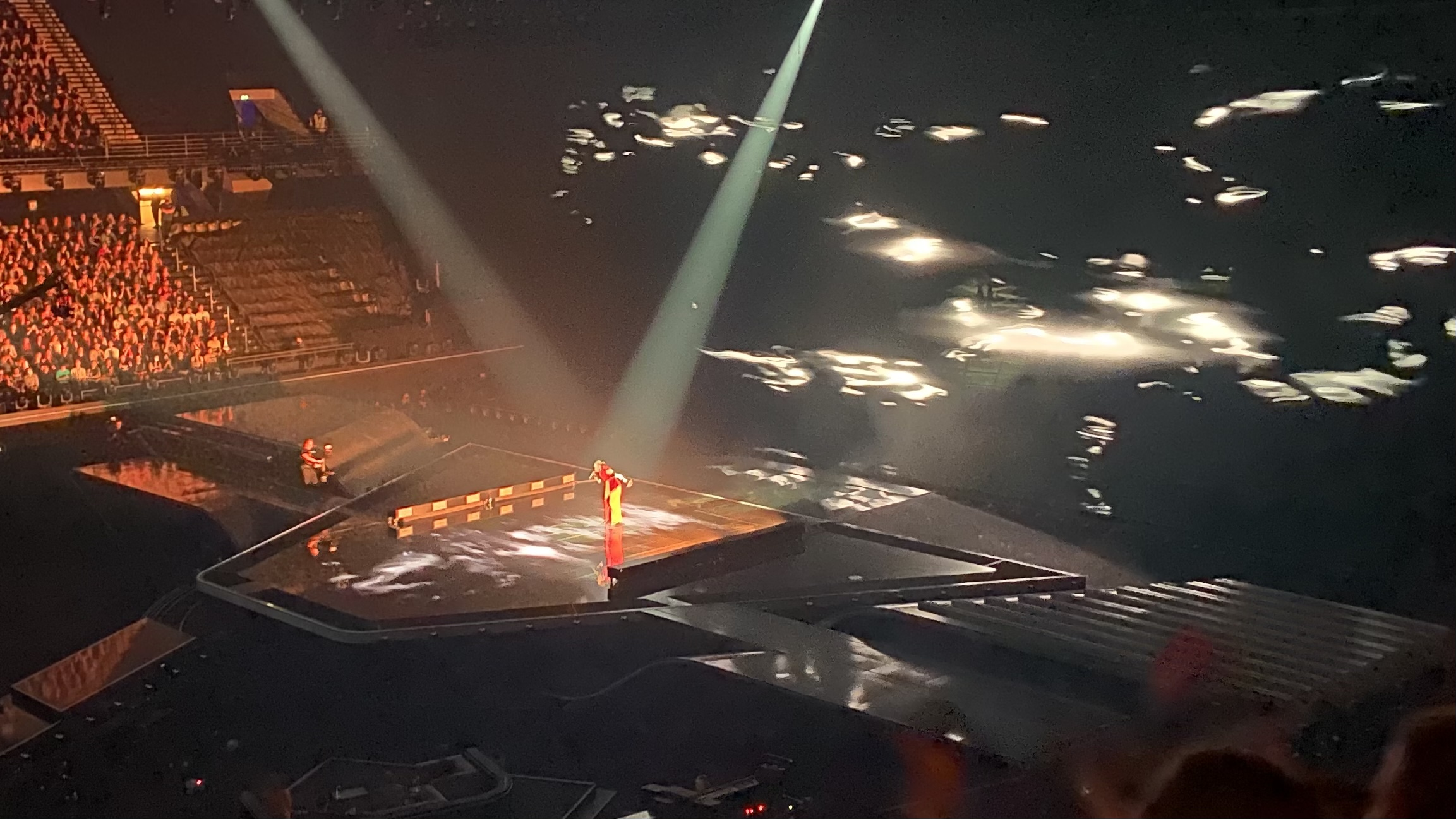
Туссе у Роттердамі (2021)
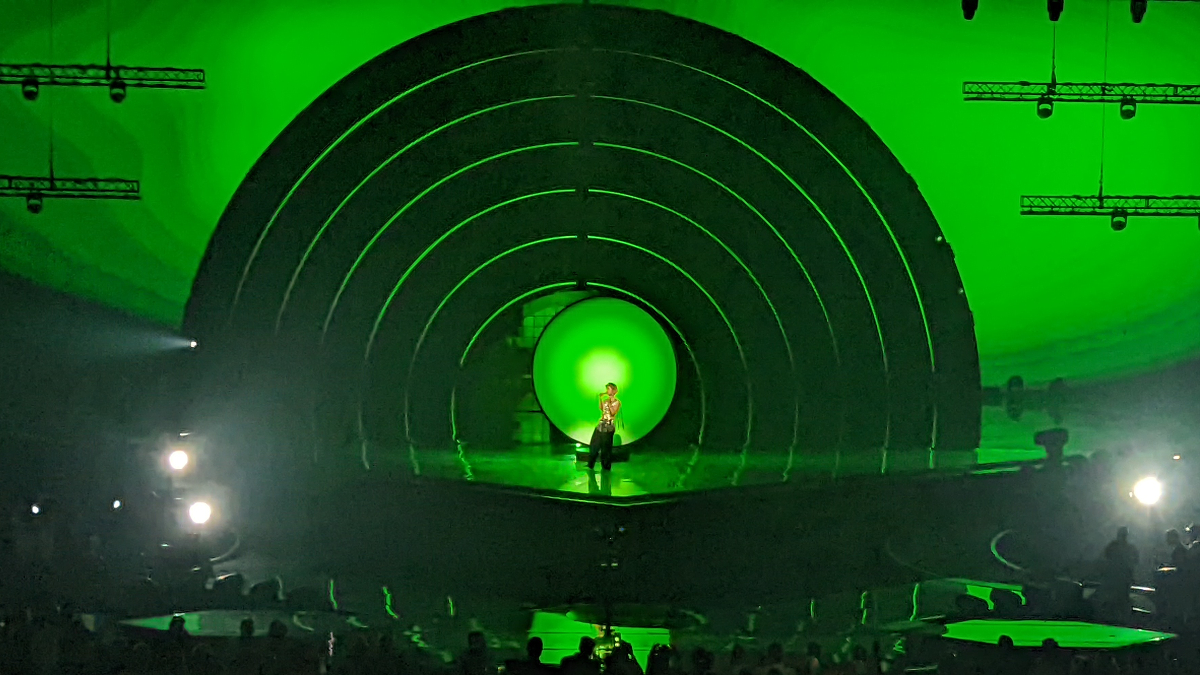
Корнелія Джейкобс у Турині (2022)
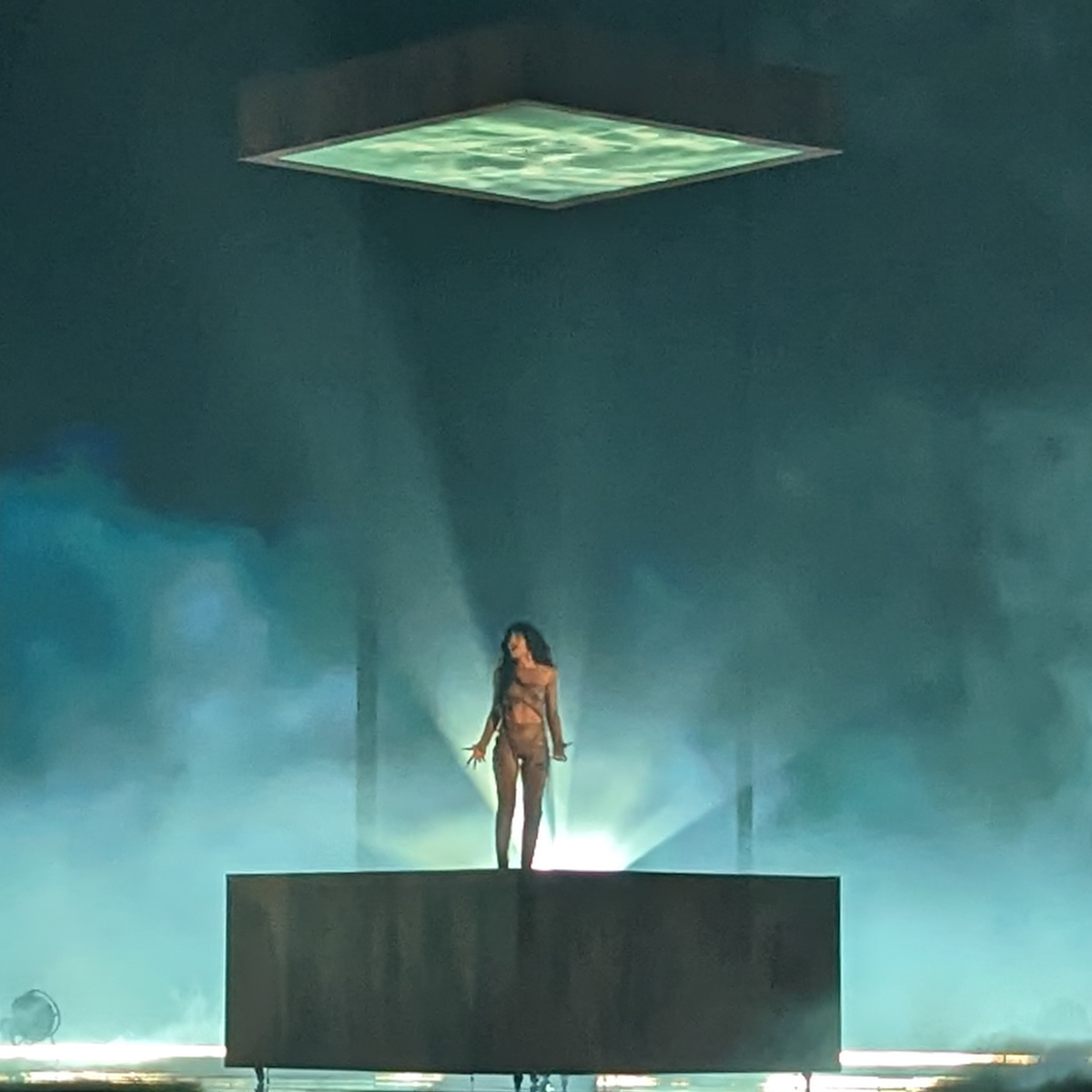
Лорін у Ліверпулі (2023)
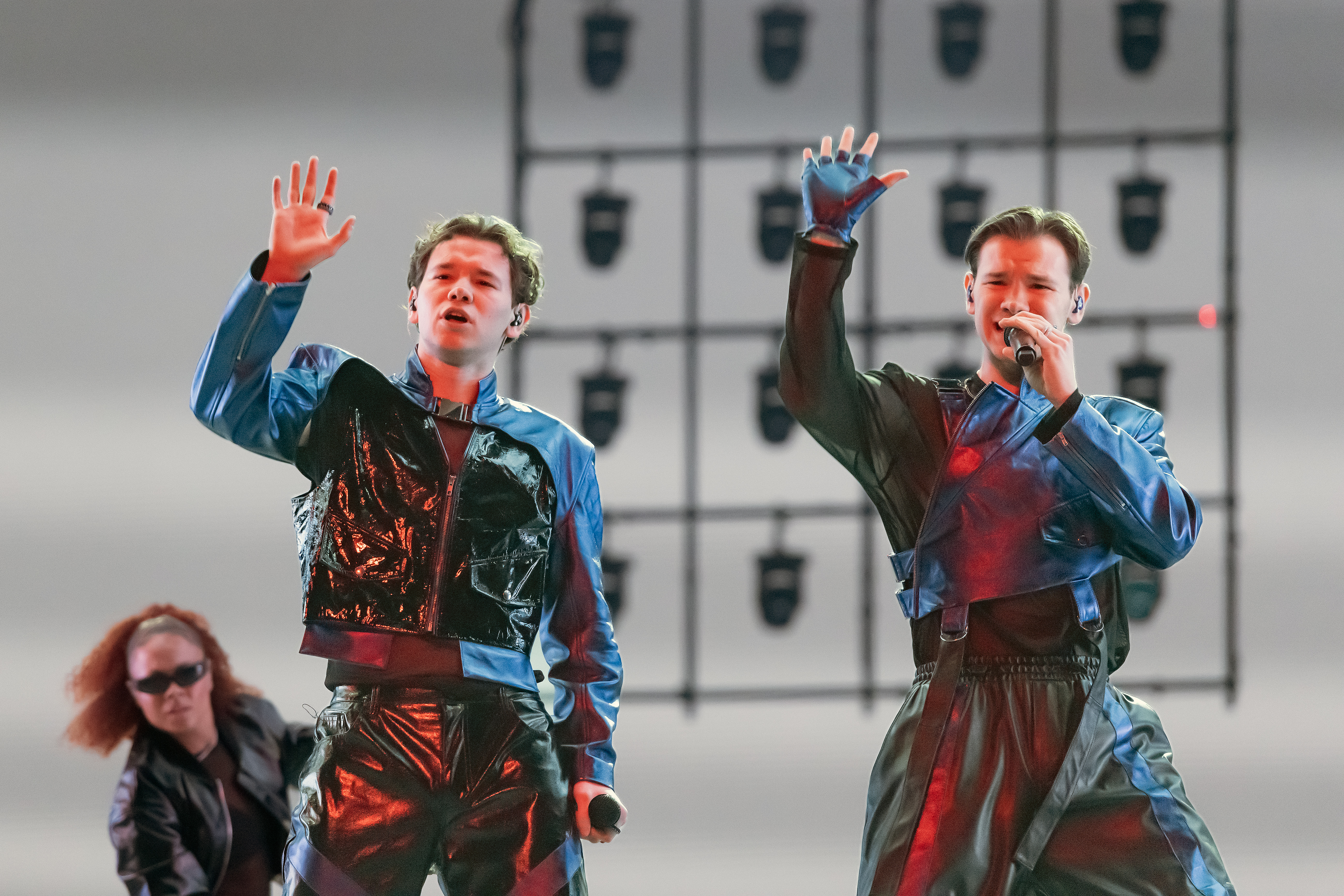
Marcus & Martinus в Мальме (2024)

## Статистика голосувань (1975—2023)
| №  | Дано            | Дано | Отримано        | Отримано |
| №  | Країни          | Бали | Країни          | Бали     |
| -- | --------------- | ---- | --------------- | -------- |
| 1  | Норвегія        | 252  | Данія           | 386      |
| 2  | Ірландія        | 206  | Норвегія        | 380      |
| 3  | Данія           | 196  | Фінляндія       | 288      |
| 4  | Фінляндія       | 157  | Ісландія        | 267      |
| 5  | Велика Британія | 147  | Велика Британія | 240      |
| 6  | Франція         | 144  | Естонія         | 226      |
| 7  | Ісландія        | 137  | Ірландія        | 207      |
| 8  | Німеччина       | 124  | Німеччина       | 206      |
| 9  | Нідерланди      | 107  | Ізраїль         | 197      |
| 10 | Ізраїль         | 101  | Австрія         | 192      |

## Нотатки
1. ↑  Згідно з тодішніми правилами Євробачення, фінал складався зі співаків 24 країн. «Велика четвірка» та 10 країн, які посіли з 10 по 1 місце у фіналі минулого конкурсу, автоматично потрапляли до фіналу. Інші 10 країн потрапляють до фіналу з півфіналу. Якщо країна «Великої Четвірки» зайняла з 10 по 1 місце на минулорічному конкурсі, то з півфіналу до фіналу потрапляє 11 країн, і так далі (це залежить від кількості країн «Великої четвірки», які посіли з 10 по 1 місце у фіналі).
2. 1 2  За голосуванням попередніх переможців
3. 1 2 3  За голосуванням коментаторів.